# Ржищевский Спасо-Преображенский монастырь
Ржищевский Спасо-Преображенский монастырь ― женский монастырь Белоцерковской епархии Украинской православной церкви (Московского Патриархата) в городе Ржищев Киевской области.

## История монастыря
По церковным легендам монастырь заложен в 80 км от Киева основателями Киево-Печерской лавры блаженными Антонием и Феодосием: «Святые старцы бежали мира и суеты, ища покоя и благодати и в одном лодейном переходе от Киево-Печерской лавры в природных печерах основали небольшой скиток на месте которого со временем и возник монастырь». Этот апокриф относится к XIII веку.
Иную версию возникновения монастыря давали известные украинские землевладельцы братья Вороничи, фундаторы монастыря. По грамоте 1649 году о дарении монастырю деревни Балыки, указывается, что первый ржищевский скит основан предками Вороничей и был в ведении Киево-Кирилловского монастыря.
В конце XVI века Преображенский монастырь среди трех монастырей Киевщины получил коронную грамоту от польского короля Стефана Батория, даровавшую ему право, наравне с Межигорским и Трахтемировским монастырями, быть последним пристанищем старых запорожцев, воинов «пришедших в негодность».
В конце 1653 года в Ржищевском Преображенском монастыре состоялась первая встреча московского посла боярина В. В. Бутурлина с гетманом Украины Богданом Хмельницким. Именно в Ржищевском монастыре они начинали предварительное обсуждение условий мирного союзнического договора, известного впоследствии как Переяславский договор.
Во время русско-турецкой войны 1676—1681 гг. монастырь был разорён, его угодья отданы католическому монастырю Ржищева, а сам монастырь в 1710 г. приписан к Митрополичьему дому Софийского монастыря.
В статусе мужского Преображенский монастырь просуществовал до 1852 г. после чего был реформирован в женский. В 1870 г. при монастыре открыта женская учительская семинария, готовившая учительниц церковно-приходских школ. Последний выпуск был 1917 года. К тому времени в монастыре имелось три церкви: Святой Варвары, церковь Преображения Господня и церковь Животворящего Источника.
Русский писатель Н. С. Лесков писал в начале 1880-х гг.: «Я бываю в Каневе почти каждый год, потому что там, в этом городе и его уезде, у меня есть близкие родные, у которых мне приятно отдохнуть летом. В этом же Каневском уезде находится прелестный пустынный женский „монастырек“, по прозванию „Ржищевский“, казначеею которого состоит моя родная сестра инокиня Геннадия».

## Упадок монастыря
В 1927 г. монастырь распущен, часть монахинь репрессирована, часть просто разогнана и только несколько остались жить рядом с монастырем. Сначала после закрытия в зданиях монастыря находилась артель-коммуна, в конце 1927 г. в зданиях монастыря разместили сельскохозяйственный техникум.

## Возрождение монастыря
В 1995 г. монастырь возрожден, хотя от него осталось лишь несколько чудом уцелевших икон, фрагмент трапезной и монастырского управления.

## Святыни
Частицы мощей прпп. Печерских, свт. Феофана Затворника, Василия Блаженного, прп. Марсалия, схиарх. Дивногорского, прп. Гавриила Афонского, свт. Игнатия Ростовского, свт. Игнатия Мариупольского, прп. Алексия Карпаторусского; чтимые иконы вмц. Варвары, прп. Лаврентия Черниговского, икона прав. Иоанна Кормянского с частицей мощей; камни со св. мест Иерусалима, с места подвига равноап. Нины, с места убиения 40 мчч. Кавказских с кровью, с места убиения мч. Симона Кананита с кровью. Источник Иоанна Предтечи находится в с. Ульяники, в 5 км от монастыря.
Помимо остатков Преображенского монастыря в Ржищеве находятся Троицкая церковь (1860) и подвалы католического монастыря тринитариев.